# Зубачко поље
Зубачко поље (Зупци) је назив крашког поља, односно природне висоравни која се налази у граду Требиње у Источној Херцеговини. Смјештено је између планина Леотар и Орјен.

## Аеродром Требиње (Аеродром на Зупцима)
Влада Републике Српске је у мају 2007. усвојила студију изводљивости за изградњу међународног аеродрома на Зубцима код Требиња. Према том плану је предвиђено да изградња аеродрома траје четири године. Разлог за избор Зубачког поља за локацију аеродрома су природни услови, односно природно раван дио Зубачког поља на коме је предвиђено да буде аеродромска писта од 3.000 метара дужине. Зубачко поље је у вријеме Краљевине Југославије кориштено као узлетиште за потребе војне авијације.

## Историја
У стручној литературу Зубачко поље први пут помиње Јован Цвијић, који читав крај назива Зупцима према називу истоименог српског племена из Источне Херцеговине. Један од најпознатијих Зупчана је Лука Вукаловић. У народу овога краја постоји изрека „што је Ловћен за Цетиње то су Зубци за Требиње“. Петра I Петровића је 1811. године записао: Прошлог љета дође Сулејман паша Скопљак у Требиње и објеси 17 Зубчанах, зашто су к росијској војски и к нами били приступили... У вријеме Краљевине Југославије на Зубачком пољу је постојало узлетиште авиона. Узлетиште је кориштено за потребе Војске Краљевине Југославије, односно за потребе војне авијације која је појачана 1937. Са зубачког узлетишта је 1941. године полетио авион који је носио дио пртљага краља Петра II Карађорђевића за Велику Британију. Узлетиште је кориштено и током Другог свјетског рата, као и неколико година након рата.